# 文京公会堂
文京公会堂（ぶんきょうこうかいどう）は東京都文京区、現在のシビックホールの場所に立地していたホール。高度成長期に入って間もない1959年（昭和34年）に竣工した。
設計は、隣の文京区総合庁舎と同じく、佐藤武夫による。1957年（昭和32年）に私大出身者として初めて日本建築学会会長に就任した佐藤は建築音響学の権威でもあった。
文京公会堂の規模は地上4階建、延床面積5,412.76m2だった。是席数は固定席数2,000（のち2,008）で、完成当時、東京都内では、厚生年金会館（2,406席）、日比谷公会堂（2,336席）、共立講堂（2,010席）に次ぐ規模だった。
| 開館       | 昭和34年4月5日                                                              |
| 竣工費     | 208,000,000円                                                               |
| 建築面積   | 2,164.55m2                                                                  |
| 敷地面積   | 9,794,606m2                                                                 |
| 延建築面積 | 5,412.76m2                                                                  |
| 規模       | 固定席 2,008席                                                              |
| 舞台       | 開口：22m 高さ：10.3m 奥行：15.17m 廻り舞台直径：11m オーケストラピットあり |

## 利用状況
文京公会堂に催された催しは、音楽・演劇・舞台の講演、政党や労働団体の大会、演説会、区内の小中学校の卒業式は発表会など、多岐に渡った。また、人気のテレビ番組の収録も数多く行われた。
1959年に第1回日本レコード大賞授賞式が行われた。
1964年7月には自由民主党総裁選挙を実施する同党大会の会場となった。
1969年放送開始の『8時だョ!全員集合』（TBS）の公開生放送の会場としてよく使われた会場であった。
1960年度には年間稼働率96%を記録し、日本一忙しいホールと知られていた。
1970年度には、夜の利用率はまだ99%を超えていた。
|                  | 朝   | 昼   | 夜   | 計   |
| 音楽会（純音楽） | 12   | 22   | 65   | 99   |
| 音楽会（軽音楽） | 3    | 33   | 138  | 174  |
| 歌劇             | 1    | 1    | 6    | 8    |
| 舞踊（日舞）     | 1    | 2    | 2    | 5    |
| 舞踊（洋舞）     | 1    | 9    | 19   | 29   |
| 演劇             | 1    | 14   | 5    | 20   |
| 演説会           | 1    | 9    | 19   | 29   |
| 映画会           | 4    | 10   | 9    | 23   |
| 記念会           | 24   | 11   | 12   | 47   |
| 各種大会         | 15   | 20   | 7    | 42   |
| 公開録画         | 0    | 6    | 0    | 6    |
| その他           | 2    | 13   | 22   | 37   |
| 小計             | 75   | 150  | 307  | 532  |
| リハーサル       | 161  | 159  | 20   | 340  |
| 合計             | 236  | 309  | 327  | 872  |
| 利用可能日数     | 330  | 330  | 330  | 990  |
| 利用率（％）     | 71.5 | 93.6 | 99.1 | 88.1 |

しかし建物の老朽化などで1977年に閉場。その後はいったん更地となり、1994年に文京シビックセンターが竣工、同公会堂の後継施設である文京シビックホールもオープンした。